# Fiat Trattori 40 Boghetto
Le Fiat 40 Boghetto ou Fiat 40 C, (C pour Cingolato, chenillé en italien), est un tracteur agricole conçu et fabriqué par le constructeur italien Fiat Trattori à partir de 1939. Il en sera dérivé un modèle tracteur d'artillerie qui servira lors de la Seconde Guerre mondiale dans l'armée du roi d'Italie.

## Histoire
En 1932, Fiat Trattori a commercialisé le premier tracteur agricole chenillé d'Europe, le Fiat 700 C. Cette même année, pour essayer de désengorger ses usines turinoises saturées, Fiat Trattori crée une filiale à Modène, au cœur de la plus importante région agricole d’Italie, O.C.I. - Officine Costruzioni Industriali. 
En 1939, OCI lance la production d'un modèle plus lourd et plus puissant, le Fiat 40 Boghetto. Ce tracteur agricole a été développé durant la période d’autarcie (1935-36) consécutive aux sanctions prises par la Société des Nations, devenue ONU le 24 octobre 1945, à l’encontre de l’Italie fasciste, à la suite de l’invasion de l’Éthiopie, portant notamment sur l’importation de produits pétroliers. Ce nouveau tracteur avait la particularité d’être propulsé par un moteur poly-carburant mis au point par l’ingénieur Fortunato Boghetto.
Le tracteur fera sa réputation à la suite de son utilisation dans les marais pontins, une zone de 1 180 km2 située entre Rome et la mer. 
L'armée du Roi d'Italie s'intéressa immédiatement au Fiat 40C qu'elle expérimentera en Libye pour tracter ses canons de 105/28 à bandages semi-pneumatiques. En 1940, le Regio Esercito décide d'acquérir 25 exemplaires de ce tracteur en version chenilles non pas pour l'artillerie, mais pour les deux régiments du "Genio Pontieri". 

### Technique
- longueur : 2 730 mm
- largeur aux chenilles : 1 450 mm
- hauteur au volant : 1 710 mm
- garde au sol : 310 mm
- largeur des chenilles : 310 mm
- poids à vide : 3 770 kg
- pression au sol : 2,05 kg/cm2
- moteur : poly-carburant Fiat-OCI 40, 4 cylindres à 4 temps, 3 970 cm2
- alésage × course : 95 × 140 mm
- puissance : 41,5 ch à 1 500 tr/min
- consommation horaire de gazole : 6,5 kg
- Boîte de vitesses : mécanique 4 vitesses avant + 1 marche arrière
- vitesse min/max : 2,45 / 8,5 km/h

Le tracteur Fiat 40 Boghetto est un tracteur à chenilles offrant une extraordinaire capacité de traction. Son moteur Fiat-OCI tipo 40 est un 4 cylindres à injection mais, conçu pour fonctionner avec un taux de compression très faible, l'allumage est piloté par une bougie latérale. Parmi les nombreux brevets déposés par l'ingénieur Boghetto pour le groupe Fiat, figure celui de la carburation par pulvérisation stratifiée. 
Ce moteur, livré en version de base avec un réglage pour être alimenté en gazole, peut être modifié très facilement et simplement pour fonctionner au pétrole, alcool, essence, gazogène et, avec quelques ajouts, méthane. Pour démarrer le moteur à froid, il fallait opter pour le démarrage avec de l'essence, contenue dans un réservoir auxiliaire de 5,5 litres et passer ensuite sur la position normale à injection avec le carburant choisi. À chaud, le moteur pouvait être redémarré directement sans aucune procédure particulière. Le réservoir de carburant principal de 70 litres est placé entre le tableau de bord et le moteur, les deux bombonnes de gaz de 40 litres sont placées latéralement sur les garde-boues. Le tracteur était équipé d'une prise de force à l'arrière et le crochet d'attelage était réglable en hauteur et position transversale. Le siège conducteur pouvait accueillir deux personnes.

## Version militaire Tracteur d'artillerie
Durant l'été 1941, l'armée de terre du Roi d'Italie, le Regio Esercito, après avoir longuement testé laversion militaire en Libye, utilisera ce modèle également sur le front russe. Après l'armistice de Cassibile signé le 8 septembre 1943, la Wehrmacht ayant récupéré certains exemplaires italiens en commanda 64 supplémentaires pour son propre usage. À partir de 1946, Fiat Trattori mettra en fabrication le modèle Fiat 50C et 50L qui viendront compléter l'offre.